# 遠山陽子
遠山 陽子（とおやま ようこ、1932年11月7日 - ）は、日本の俳人。旧名は飯名 陽子（いいな ようこ）。

## 来歴
1932年11月7日、東京都新宿区に生まれる。1957年「馬酔木」に入会した後、「鶴」を経て、1964年「鷹」創刊に参加する。そこで藤田湘子、飯島晴子の薫陶を受けるが、1986年に「鷹」を退会する。1979年、茨城文学賞を受賞。1978年、三橋敏雄主宰の「春霜」（後に「檣」）に参加し、機関紙『檣』を編集する。1982年、六人の会賞を受賞。1986年、第33回現代俳句協会賞を受賞。2001年に三橋の逝去に伴い「檣」が解散し、2003年、個人誌『弦』を創刊する。2022年、『遠山陽子俳句集成』にて第37回詩歌文学館賞を受賞、同俳句集成所収『輪舞曲』により第21回俳句四季大賞を受賞。
毎日新聞多摩・武蔵野面の俳句選者を30年以上務める。